# Verband der deutschen Rauchtabakindustrie
Der Verband der deutschen Rauchtabakindustrie e. V., kurz VdR, ist der Zusammenschluss der Hersteller und Importeure von Feinschnitt, Pfeifentabak, Kau- und Schnupftabak, Zigarren und Zigarillos mit Sitz in Berlin.
Der Verband vertritt die Interessen seiner überwiegend mittelständischen Mitglieder auf nationaler und internationaler Ebene gegenüber der Öffentlichkeit, den Regierungen und den politischen Parteien, den Behörden sowie den Institutionen der Europäischen Gemeinschaft.

## Geschichte
Am 24. November 1920 wurde der Verband in Bamberg als Wirtschaftsverband gegründet. Nach 1933 erfolgt die Auflösung der freien Wirtschaftsverbände durch den Nationalsozialismus. Am 20. März 1946 wird der Verband in Vlotho als „Verband der Rauchtabak-, Kautabak- und Schnupftabakhersteller in der britisch besetzten Zone Deutschlands e. V.“ wieder gegründet.
Zum 1. Januar 1954 wird der Sitz des Verbandes von Vlotho nach Bonn verlegt. Am 22. Juni 1961 erfolgt die Fusion mit dem Bundesverband der Tabakwarenimporteure. Der VdR gründet gemeinsam mit seinem Schwesterverband aus den Niederlanden, der Vereniging Nederlandse Kerftabakindustrie (VNK), am 27. November 1990 den Verband der europäischen Rauchtabakindustrie European Smoking Tobacco Association (ESTA) mit Sitz in Brüssel. Zum 1. Oktober 2015 wird der Sitz des Verbandes von Bonn nach Berlin verlegt.
Hauptgeschäftsführer ist der Syndicusrechtsanwalt Michael von Foerster, Vorsitzender des Vorstandes ist Patrick Engels, Geschäftsführender Gesellschafter der Pöschl Tabak GmbH & Co. KG.

## Aufgaben
Der Verband der deutschen Rauchtabakindustrie existiert seit 1920. Er liefert Informationen für seine Mitglieder, gibt juristische Hilfestellungen vor allem für kleinere Mitglieder ohne eigene Rechtsabteilung und arbeitet in Berlin und Brüssel für den Tabakmittelstand. Weitere Aufgaben des VdR sind die Interessenvertretung, der Meinungsaustausch zwischen den Mitgliedern und die Erarbeitung von Stellungnahmen zu Gesetzesvorlagen.
Der VdR ist Mitglied im Dachverband „Bund für Lebensmittelrecht und Lebensmittelkunde“. Der VdR ist Partner der „Intertabak“, der größten Fachmesse der Welt und hat einen ständigen Sitz im Beirat.
Der VdR wird bei öffentlichen Anhörungen im deutschen Bundestag zu Gesetzesentwürfen der Bundesregierung, die den Bereich Tabak betreffen, hinzugezogen. Der Verein ist in der Lobbyliste beim Deutschen Bundestag sowie im Transparenzregister der Europäischen Union eingetragen. Nach dem Austritt der großen Zigarettenkonzerne aus dem VdR ist die Basis des Verbandes ausschließlich mittelständisch geprägt.

## Partnerverbände
- Zentralverband der Deutschen Werbewirtschaft e. V. (ZAW)
- Bund für Lebensmittelrecht und Lebensmittelkunde (BLL)
- European Smoking Tobacco Association E.E.I.G. (ESTA)
- Cigar Coalition Europe (CCE)
- Bundesverband des Deutschen Tabakwareneinzelhandels (BDTE)
- Bundesverband Deutscher Tabakwaren-Großhändler und Automatenaufsteller (BDTA)
- Bundesverband Deutscher Tabakpflanzer e. V. (BdT)
- Bundesverband der Zigarrenindustrie (BDZ)

## Preisverleihung
In der Öffentlichkeit ist der VdR bekannt als einer der Unterstützer des Awards
„Pfeifenraucher des Jahres“, den es seit 49 Jahren gibt. Die bisherigen 40 Preisträger sind Persönlichkeiten aus Politik, Wirtschaft, Wissenschaft oder dem öffentlichen Leben. Der Titelträger soll die typischen Eigenschaften des Pfeifenrauchers verkörpern: „Individualität, Eigenständigkeit im Denken und Handeln, Eintreten für persönliche Überzeugungen, Selbstbewusstsein, Offenheit, Kritikfähigkeit, Genussbewusstsein sowie Bodenständigkeit und Freiheitsliebe.“ Erster Preisträger 1969 war Herbert Wehner. Die weiteren Preisträger waren u. a. Helmut Kohl, Norbert Blüm, Norbert Lammert und Peter Struck. 2018 wurde erstmals mit Sonja Kirchberger eine Frau als Pfeifenraucherin des Jahres geehrt.
Der VdR stiftet den Award für den Ludwig-Erhard-Preis für Wirtschaftspublizistik, eine in Glas eingeschweißte Zigarre als Trophäe für den Preisträger.